# Conflicto de la Siria otomana de 1860
El conflicto de la Siria otomana de 1860, denominada también como guerra civil del Monte Líbano o guerra civil siria de 1860, fue un conflicto civil desarrollado en el occidente de la Siria otomana, específicamente en el Monte Líbano durante el gobierno Otomano en 1860-1861 luchado principalmente entre los drusos y maronitas locales. Tras las decisivas victorias drusas y las masacres contra los cristianos, el conflicto se extendió a otras partes de la Siria otomana, en particular a Damasco, donde miles de residentes cristianos fueron asesinados por milicianos musulmanes y drusos. Los combates precipitaron una intervención militar internacional dirigida por Francia. Al final de la guerra, alrededor de 20 000 personas, principalmente cristianos, fueron asesinados en el Monte Líbano y Damasco, y 380 aldeas cristianas y 560 iglesias fueron destruidas. Los drusos y los musulmanes también sufrieron grandes pérdidas.

## Antecedentes
El 3 de septiembre de 1840, Bashir Shihab III, primo lejano del otrora poderoso Emir Bashir Shihab II, fue nombrado emir del Monte Líbano por el Imperio Otomano, el Sultán Abdülmecit I. Geográficamente, el Emirato del Monte Líbano se correspondía con la parte central del actual Líbano, que históricamente ha tenido una mayoría cristiana y  drusa. En la práctica, los términos "Líbano" y "Monte Líbano" tendían a ser usados indistintamente por los historiadores hasta el establecimiento formal del Mandato.
Los amargos conflictos entre cristianos y drusos, que habían estado hirviendo a fuego lento bajo el gobierno de Ibrahim Pasha de Egipto (centrado principalmente en los "drusos de 1839 y, de manera más decisiva, de 1856, que equipararon el estatus de los sujetos musulmanes y no musulmanes, resentidos los primeros por su pérdida implícita de superioridad) resurgió bajo el nuevo emir. El sultán depuso a Bashir III el 13 de enero de 1842 y nombró a Omar Pasha como gobernador del Monte Líbano. Los representantes de las potencias europeas propusieron al sultán que el Monte Líbano se dividiera en secciones cristianas y drusas. El 7 de diciembre de 1842, el sultán aprobó la propuesta y pidió al gobernador de Damasco que dividiera la región en dos distritos: un distrito septentrional bajo un vicegobernador cristiano y un distrito meridional bajo un vicegobernador druso. El acuerdo se conoció como el "Doble Kaymakamato". Ambos funcionarios serían responsables ante el gobernador de Sidón Eyalet Sidón, que residía en Beirut. La autopista Beirut-Damasco era la línea divisoria entre los dos distritos.
La división del Líbano fue alimentada por poderes externos, y las animosidades entre las sectas religiosas aumentaron. Los franceses, por ejemplo, tradicionalmente apoyaban a los cristianos, pero el Reino Unido de Gran Bretaña e Irlanda apoyaba a los drusos, y los otomanos fomentaron luchas para aumentar su control sobre la región dividida administrativamente. Las tensiones condujeron a un conflicto entre cristianos y drusos ya en mayo de 1845. En consecuencia, las potencias europeas pidieron al sultán otomano que estableciera el orden en el Líbano, y él trató de hacerlo estableciendo un nuevo consejo en cada uno de los distritos. Compuestos por miembros de las diversas comunidades religiosas, los consejos tenían por objeto ayudar al vicegobernador.

## Previo a la guerra
El sistema no mantuvo el orden cuando los campesinos de Keserwan, sobrecargados por pesados impuestos, se rebelaron contra las prácticas feudales que prevalecían en el Monte Líbano. En 1858, Tanyus Shahin, un líder campesino maronita, exigió que la clase feudal aboliera sus privilegios. La demanda fue rechazada, y los campesinos comenzaron a prepararse para una revuelta. En enero de 1859, un levantamiento armado, dirigido por Shahin, fue lanzado contra los maronitas Khazen. "muqata'jis" (señores feudales) de Keserwan. Las tierras de Khazen fueron saqueadas y las casas quemadas. Después de expulsar a los señores feudales maronitas de Keserwan y tomar sus tierras y propiedades, los campesinos insurgentes establecieron su propio gobierno. El levantamiento de Keserwan tuvo un efecto revolucionario en otras regiones del Líbano. Los disturbios se extendieron a Latakia y al centro del Monte Líbano. Los campesinos maronitas, apoyados activamente por su clero, comenzaron a prepararse para un levantamiento armado contra sus señores drusos. A su vez, los señores drusos, que habían dudado en enfrentarse a la creciente firmeza del campesinado maronita debido al desequilibrio numérico a favor de los maronitas, comenzaron a armar a los irregulares drusos.
En agosto de 1859, se produjo una pelea entre drusos y maronitas en la zona de Metn, en el sector cristiano de Qaimaqamate. La disputa permitió al obispo maronita Tobia Aoun movilizar a su comité central de Beirut para que interviniera en el asunto. Pronto, un muqata'ji druso de la facción de Yazbaki, Yusuf Abd al-Malik, y sus combatientes intervinieron en una pelea entre jóvenes maronitas y drusos en las cercanías de la aldea de Metn Beit Mery, que resultó en 20 muertes. Los señores drusos comenzaron a hacer preparativos de guerra, supuestamente en coordinación con las autoridades otomanas locales, mientras que el obispo Aoun supervisaba la distribución de armas a los campesinos maronitas. Según el historiador William Harris, los cristianos del Monte Líbano se sintieron "animados por su superioridad numérica local, aunque abatidos por el ambiente musulmán hostil en Siria" tras las reformas del Imperio Otomano.
En marzo, abril y mayo de 1860 se produjeron numerosos actos de asesinato, saqueo y escaramuza en los distritos mixtos cristiano-drusos del sur del Monte Líbano, en el sector dirigido por los drusos del Doble Qaimaqamate. Según la historiadora Leila Terazi Fawaz, los actos iniciales fueron "lo suficientemente aleatorios e impredecibles como para parecer más bien actos de hombres sin ley que una guerra calculada contra otras sectas, sobre todo porque el bandidaje siempre fue parte del objetivo".
En marzo, el padre de un monasterio católico aclaró la razón de su decisión. ¿Abad, o sólo un monje? Pobre redacción. En Aammiq fue asesinado y el monasterio saqueado, y pronto, un druso de Ainab supuestamente mató a un cristiano de Abadiyeh. Esos actos alimentaron un ciclo de ataques de venganza que aumentaron significativamente en frecuencia para abril.
En abril, dos drusos fueron asesinados en las cercanías de Beirut, seguido de la matanza de tres cristianos en las afueras de Sidón. Dos cristianos de Jezzine fueron asesinados en Khan Iqlim al-Shumar por drusos de Hasbaya el 26 de abril, y al día siguiente, otros cuatro cristianos fueron asesinados en Katuli. El 11 de mayo, los cristianos de Katuli mataron a dos drusos en el río Nahr al-Assal, y tres días después, dos drusos de Chouf fueron asesinados cerca de Sidón. Los asesinatos de "ojo por ojo" continuaron, haciendo que la mayoría de los caminos del Monte Líbano fueran inseguros para los viajeros.
A finales de mayo, los cristianos informaron a los cónsules europeos de que se habían producido asesinatos de sus correligionarios en los distritos de Beqaa, Arqub y Gharb. Los clérigos maronitas se comunicaron entre sí su creciente preocupación por la violencia y la necesidad de ponerle fin, pero algunos clérigos creían que el ciclo de ataques de represalia no se detendría.
Con las milicias maronitas lanzando incursiones en Metn y las fuerzas de Shahin haciendo incursiones en el área del Gharb al oeste de Beirut, los drusos muqata'jis celebraron un consejo de guerra en Moukhtara en el que las facciones Jumblatti y sus homólogos más halcones de Yazbaki acordaron nombrar a Sa'id Jumblatt como su comandante general.

## Guerra civil

### Estallido de la guerra

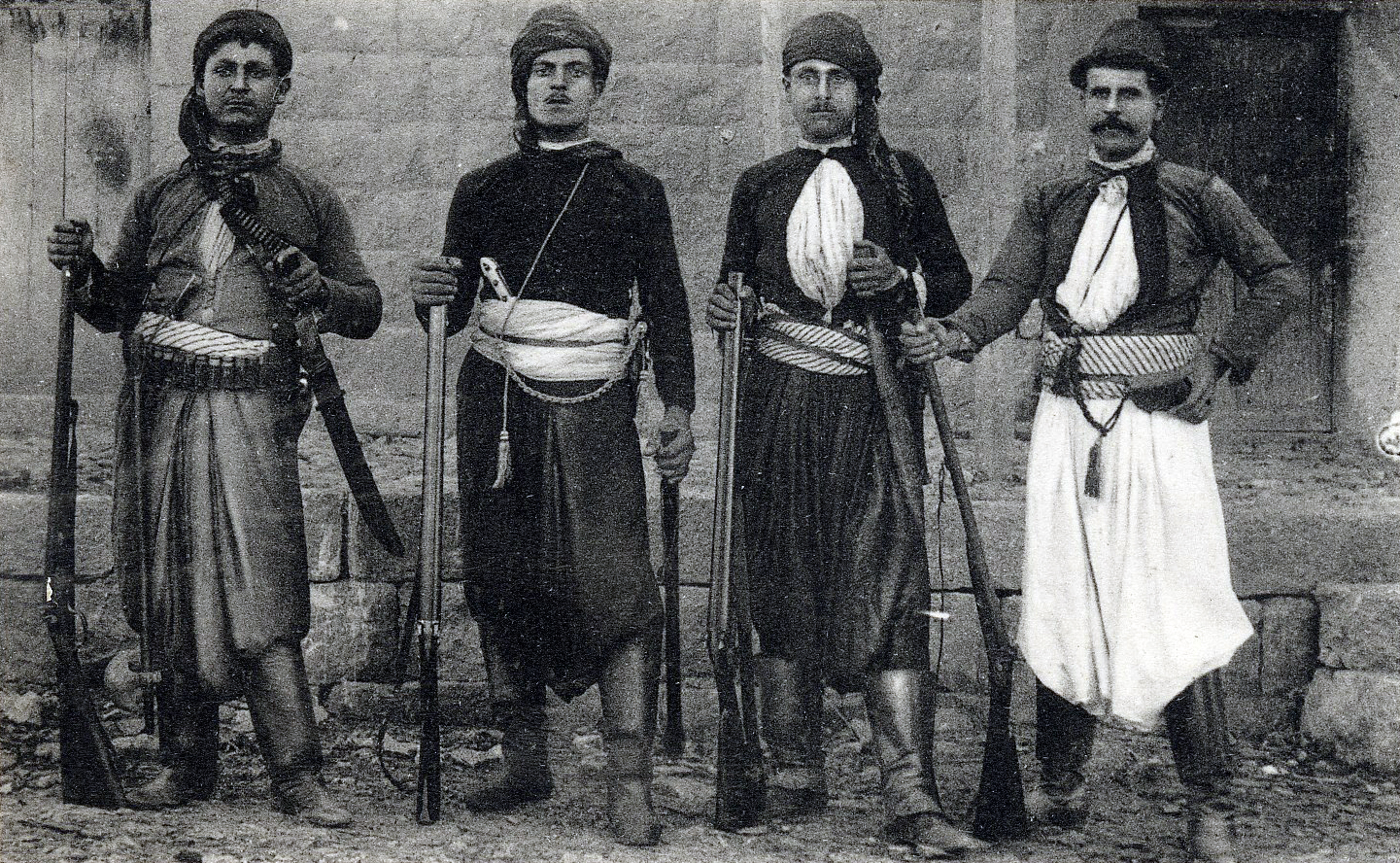
Milicias cristianas del Monte Líbano

La mayoría de las fuentes sitúan el comienzo de la guerra en el 27 de mayo, mientras que el cónsul británico consideró el 29 de mayo como el inicio real del conflicto en toda regla. El primer gran estallido de violencia se produjo cuando una milicia maronita de 250 miembros de Keserwan, dirigida por Taniyus Shahin, fue a recoger la cosecha de seda de Naccache, pero en lugar de regresar a Keserwan, procedió a Baabda en el distrito de al-Sahil, cerca de Beirut. Los dirigentes drusos locales consideraron que la movilización maronita en Baabda era una provocación para los drusos del distrito mixto Metn, mientras que los maronitas vieron el acuartelamiento de las tropas otomanas bajo el mando de Khurshid Pasha cerca de Naccache el 26 de mayo como preludio a un asalto druso. La guarnición otomana se estableció en Hazmiyeh con el apoyo de los cónsules europeos para poner orden en el Monte Líbano. Sin embargo, los maronitas lo consideraron una amenaza ya que veían a los otomanos como aliados de los drusos.
El 29 de mayo, los maronitas de Keserwani asaltaron las aldeas mixtas de Qarnayel, Btekhnay y Salima y expulsaron a sus residentes drusos. La tensión estalló en un conflicto abierto más tarde ese día durante un asalto druso contra la aldea mixta de Beit Mery, con los residentes drusos y cristianos de la aldea pidiendo posteriormente el apoyo de sus correligionarios en Abadiyeh y al-Sahil, respectivamente. <Los drusos, respaldados por un comandante otomano de irregulares llamado Ibrahim Agha, y combatientes maronitas quemaron las casas de la secta rival en Beit Mery. Los combatientes maronitas derrotaron a los drusos y a Ibrahim Agha en Beit Mery antes de retirarse de la aldea.
El 30 de mayo, los milicianos maronitas de Keserwani intentaron reanudar su asalto contra Beit Mery, pero fueron contrarrestados por 1.800 a 2.000 milicianos drusos dirigidos por los clanes Talhuq y Abu Nakad en el camino, lo que hizo que los maronitas anteriormente neutrales de Baabda, Wadi Shahrur, Hadath y otros lugares de al-Sahil se unieran a la lucha. Aunque las bajas entre los milicianos cristianos fueron relativamente bajas durante los combates del 30 de mayo, en la reanudación de la batalla el 31 de mayo, la fuerza maronita de 200 efectivos fue derrotada en Beit Mery y obligada a retirarse a Brummana. Al final del día, los combatientes drusos tenían el control total de Metn, donde los enfrentamientos eran generalizados, y entre 35 y 40 pueblos de mayoría maronita fueron incendiados y unos 600 maronitas del distrito asesinados.
También el 30 de mayo, se produjo un combate en toda regla entre drusos y cristianos en la zona de Zahle, cuando una fuerza drusa de 200 efectivos dirigida por Ali ibn Khattar Imad se enfrentó a 400 combatientes cristianos locales en la aldea de Dahr al-Baidar, lo que hizo que los milicianos cristianos de la cercana Zahle se unieran a los combates. Los hombres de Imad se retiraron a Ain Dara, donde los cristianos los siguieron antes de ser derrotados. Ali Imad murió a causa de sus heridas el 3 de junio; en consecuencia, se movilizó una fuerza drusa de 600 hombres bajo el mando de su padre Khattar Imad. Unos 3.000 combatientes cristianos, predominantemente de Zahle, se enfrentaron a las fuerzas de Khattar cerca de Ain Dara donde tuvo lugar una gran batalla. Los drusos sufrieron el doble de bajas que los cristianos, pero finalmente obligaron a los cristianos a retirarse a Zahle. Entre el 29 y el 31 de mayo, 60 aldeas fueron destruidas en los alrededores de Beirut, y 33 cristianos y 48 drusos fueron asesinados.
En los últimos días de mayo, las fuerzas drusas bajo el mando de Bashir Nakad y respaldadas por los clanes Imad y Jumblatt sitiaron Deir al-Qamar. En los primeros días de junio, los informes de la ciudad a los cónsules europeos informaron de que la hambruna estaba empezando a aparecer. Un suministro de grano y harina enviado por el general otomano Khurshid Pasha aparentemente no llegó a la ciudad. Las fuerzas de Bashir, que contaban con unos 3.000 combatientes drusos, lanzaron un asalto a Deir al-Qamar el 2 de junio y otro al día siguiente. Los defensores cristianos de Deir al-Qamar opusieron inicialmente una dura resistencia e infligieron fuertes bajas a las fuerzas drusas, que consiguieron arrasar las afueras de la ciudad. Después de ocho horas del asalto druso, Deir al-Qamar se rindió el 3 de junio, en parte como resultado de las divisiones internas entre la milicia cristiana de la ciudad. Los informes de muertes oscilaban entre 70 y 100 drusos asesinados y entre 17 y 25 cristianos. Tras su captura, los drusos saquearon Deir al-Qamar hasta el 6 de junio y destruyeron 130 casas. Alrededor de la mitad de los residentes cristianos de la ciudad se habían mantenido neutrales y apelaron a la protección de los drusos, con los que muchos habían mantenido durante mucho tiempo lazos sociales y comerciales.

### Enfrentamientos Wadi al-Taym y masacre de Hasbaya

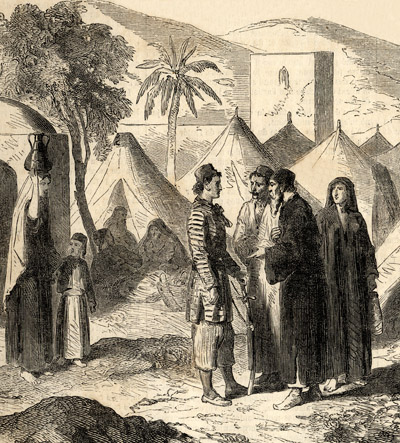
Refugiados cristianos durante la contienda

A diferencia de sus correligionarios en otras partes de Siria, los habitantes de la Iglesia Ortodoxa Griega de Antioquía de Wadi al-Taym estaban generalmente alineados con los maronitas del Monte Líbano, debido a la oposición compartida a la actividad misionera de los protestantes, y eran leales a sus señores, los musulmanes sunitas. Emires Shihab de Rashaya y Hasbaya. Los combates entre los emires Shihab dirigidos por Sa'ad al-Din Shihab y los drusos dirigidos por Sa'id al-Shams y Sa'id Jumblatt han estado ocurriendo desde los últimos días de mayo, particularmente en Deir Mimas. Los enfrentamientos condujeron a tiroteos en Hasbaya entre cristianos y drusos de otros pueblos de Wadi al-Taym. Antes de que las bajas se hicieran más numerosas, los refuerzos otomanos de emergencia dirigidos por Yusuf Agha intervinieron para respaldar la guarnición otomana dirigida por Uthman Bey, y detuvieron los combates en Hasbaya. Mientras tanto, los combates entre drusos y cristianos habían estallado en las cercanías de Shebaa, provocando que Uthman Bey interviniera en la aldea y luego consultara con los jeques drusos en Marj Shwaya para obtener garantías de que cesarían las hostilidades. Poco después de que Uthman Bey asegurara a los cristianos de Hasbaya que los ataques drusos terminarían, las fuerzas drusas incendiaron una aldea cristiana en Wadi al-Taym y procedieron a atacar Hasbaya, donde los cristianos que huían de los enfrentamientos habían buscado refugio.
Por consejo de Uthman Bey, una gran parte de la comunidad cristiana de Hasbaya se refugió en la casa de gobierno de Hasbaya, junto con varios miembros de la familia Shihabi, y entregaron sus armas, que eran alrededor de 500 armas. Las armas entregadas fueron pronto saqueadas por los drusos y, según el cónsul británico, esta había sido la intención real de Uthman Bey. Los cristianos de Hasbaya, junto con 150 refugiados cristianos de Qaraoun, se habían refugiado en la casa de gobierno el 3 de junio. Unos 400 se refugiaron en la casa de la hermana de Sa'id Jumblatt, Nayifa, debido a su preocupación de que la reunión de tantos cristianos en la casa de gobierno pusiera tantas vidas en peligro. Muchos cristianos no confiaban en Nayifa debido a su frecuente acogida de Uthman Bey, de quien los cristianos locales perdieron cada vez más confianza, y al liderazgo de su familia de los drusos.
Los drusos de Wadi al-Taym habían recibido numerosos refuerzos de Majdal Shams, Iqlim al-Ballan y la llanura de Hauran, y estaban tranquilamente respaldados por Uthman Bey. Dirigidas por los comandantes Ali Bey Hamada, Kenj Ahmad y Hasan Agha Tawil, las fuerzas drusas se reunieron alrededor de Hasbaya el 3 de junio. También se movilizaron varios cientos (posiblemente hasta 1.000) de hombres cristianos desorganizados e inexpertos de Hasbaya. Tras intensos combates ese día, los cristianos, que sufrieron 26 bajas, lograron hacer retroceder brevemente a los drusos, que sufrieron 130 bajas, y procedieron a quemar las casas drusas de la zona. El 4 de junio, la fuerza drusa, mucho más numerosa, derrotó a los cristianos después de un asalto de una hora y las fuerzas cristianas huyeron. Aparentemente, los cristianos habían estado esperando a que llegaran las tropas otomanas y los protegieran como se les había prometido, pero esto no se materializó.
Tras la captura de Hasbaya por los drusos, sus fuerzas procedieron a asaltar la casa de gobierno. Al principio, los drusos buscaron y mataron a 17 hombres shihabi, incluido el Emir Sa'ad al-Din, que fue decapitado y arrojado del tejado del edificio de tres pisos. Los combatientes drusos empezaron entonces a matar a los cristianos que se habían refugiado allí. Los combatientes drusos masacraron a unos 1.000 varones cristianos, adultos y niños, y perdonaron la vida a las mujeres. Según un relato de un superviviente cristiano, "los hombres fueron masacrados en el abrazo de sus esposas y los niños en el pecho de sus madres". Los 400 cristianos que se refugiaron con Nayifa Jumblatt sobrevivieron porque ella los reubicó inicialmente en la fortaleza de Jumblatt de Moukhtara y de allí al puerto de Sidón, desde donde pudieron llegar a Beirut en un buque de guerra británico.

### Asalto a Rashaya

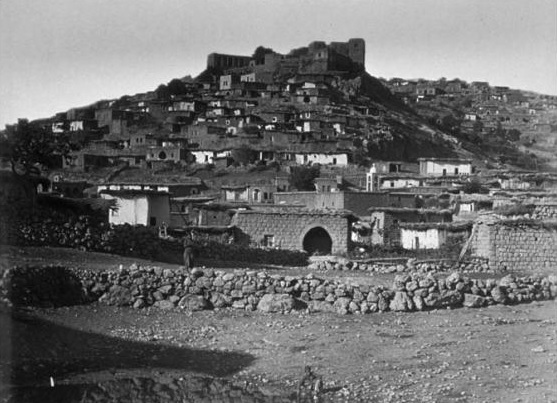
Rashaya y su ciudadela, finales del.

En los días posteriores a la victoria drusa en Hasbaya, la violencia hizo estragos en el valle de la Beqaa del sur. Las hostilidades se desencadenaron después de que dos drusos de Kfar Qouq fueran arrestados por las autoridades por su presunto papel en la muerte de dos cristianos de Dahr al-Ahmar que fueron abatidos cuando transportaban vasijas de arcilla en su camino a Damasco. Los drusos fueron liberados rápidamente por los otomanos tras las protestas de la comunidad drusa local. Los drusos locales estaban enfadados con los cristianos por quejarse a las autoridades, lo que llevó a los arrestos, y lanzaron un ataque a Dahr al-Ahmar. El 8 de junio, los cristianos de Dahr al-Ahmar y sus alrededores huyeron a Rashaya, que tenía una guarnición otomana, para protegerse.
Cuando los cristianos huyeron a Rashaya, los drusos comenzaron a quemar las casas que dejaron atrás y asaltaron las aldeas cristianas de Kfar Mishki, Beit Lahia y Hawush. Los cristianos recibieron garantías de seguridad del Emir Ali Shihab, gobernador de Rashaya, y de la familia drusa al-Aryan, que tenía una influencia significativa en la ciudad. Unos 150 se refugiaron en la casa de gobierno y pusieron barricadas en las calles que conducen al edificio como medidas de seguridad adicionales. Ese mismo día, una fuerza drusa atacó la ciudad e incendió las casas de los cristianos, obligando a muchos otros cristianos locales a buscar refugio en la casa del gobierno. Varios cristianos fueron asesinados antes de que la fuerza drusa se retirara tras una reunión con las autoridades otomanas en Ziltatiat. Los cristianos permanecieron en la casa de gobierno por consejo del comandante de la guarnición local otomana.
El 11 de junio, una fuerza drusa de 5000 hombres se reunió en las afueras de Rashaya formada por milicianos drusos locales, la fuerza drusa de la anterior batalla de Hasbaya y tropas drusas bajo el mando de Isma'il al-Atrash. Los hombres de Al-Atrash habían atacado varias aldeas cristianas en las Montañas Antilíbano en su camino a Rashaya. Ese día, la fuerza drusa se dividió en dos contingentes principales, uno atacando la aldea cristiana de Aaiha Aya y el otro asaltando Rashaya. Los emires Shihab de Rashaya, con la excepción de dos, fueron asesinados. Los drusos asaltaron la casa de gobierno y mataron a los hombres que había dentro, incluidos los sacerdotes. La suma de las muertes de los cristianos por la masacre de Hasbaya y el asalto a Rashaya y sus aldeas vecinas fue de aproximadamente 1.800.

## Batalla de Zahle

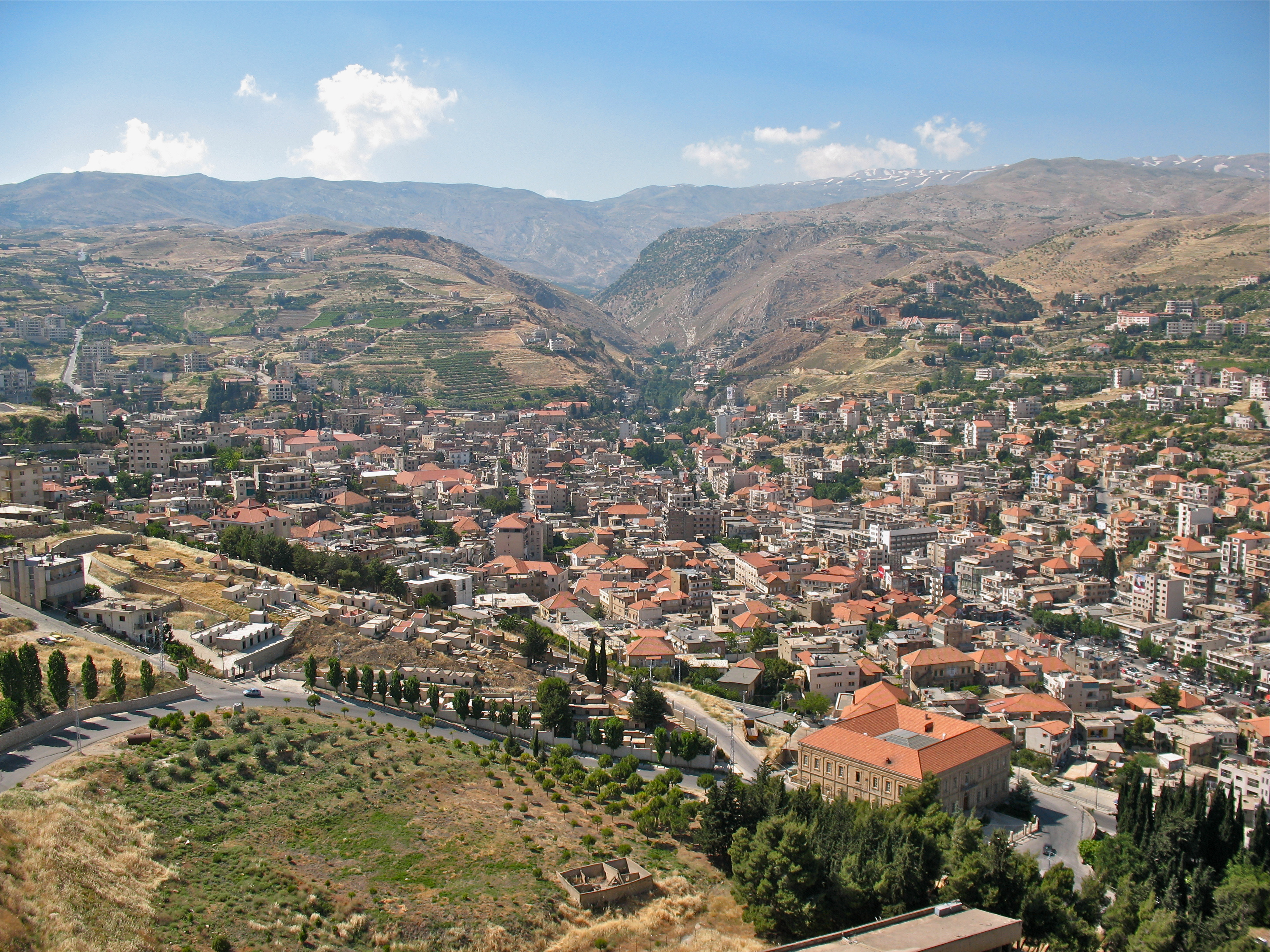
Zahle fue un bastión cristiano durante la guerra y el escenario de una gran batalla en la que las fuerzas drusas triunfaron sobre los defensores de la ciudad.

Los drusos siguieron su victoria en Rashaya atacando aldeas en el valle central de la Beqaa y en las cercanías de Baalbek junto con Musulmanes chiitas campesinos e irregulares, guiados por el clan Harfush. Mientras los Harfush seguían asaltando Baalbek, los drusos volvieron al sur hacia Zahle, que en ese momento seguía siendo el último gran bastión cristiano. Los cristianos de Zahalni, en gran parte dirigidos por Abdallah Abu Khatir, pidieron apoyo a los líderes de las milicias maronitas de Kesrawan y Metn, a saber, Taniyus Shahin de Reifun, Youssef Bey Karam de Ehden y Yusuf al-Shantiri de Metn. Shahin temía enemistarse con las autoridades otomanas y no respondió al llamamiento, mientras que al-Shantiri prefería esperar y evaluar primero cualquier movimiento hecho por Shahin o Karam. Karam respondió positivamente al llamamiento y reunió una fuerza de 4.000 hombres, pero no llegó más allá de la aldea de Metn de Bikfaya. Después del final del conflicto, Karam reclamó que su abrupta detención se debió a las prohibiciones de nuevos avances del cónsul francés y las autoridades otomanas.
La fuerza cristiana reunida en Zahle era de unos 4000 hombres, la mayoría de Zahle, pero también 400 de caballería de la Baskinta y una fuerza más pequeña de Metn. Acumularon municiones y tenían cientos de caballos disponibles para la batalla. Los milicianos de Zahalni prepararon las defensas de la ciudad cavando profundas trincheras a su alrededor, construyendo un muro de ladrillos en su extremo sur y fortificando partes de los estrechos caminos y senderos de la ciudad. Almacenaron alimentos y otros suministros, y la gente del pueblo escondió cualquier artículo de valor en su posesión. Mientras tanto, las fuerzas drusas de Wadi al-Taym, Rashaya, Chouf y los Hauran se reunían en las proximidades de Zahle, utilizando la cercana aldea mixta de Qabb Ilyas al sur de Zahle, como su cuartel general. Las fuerzas cristianas de Zahalni lanzaron un asalto contra Qabb Ilyas el 14 de junio. Según un relato de ese enfrentamiento, los cristianos lucharon "sin disciplina" y "sin tener en cuenta el peligro", extendiéndose por las llanuras de Qabb Ilyas, con combatientes que tomaron posiciones descoordinadas y dispararon sus armas. Los defensores drusos les obligaron a retirarse a Zahle. Los Zahalni repitieron su asalto unos días después, pero fueron repelidos de nuevo.

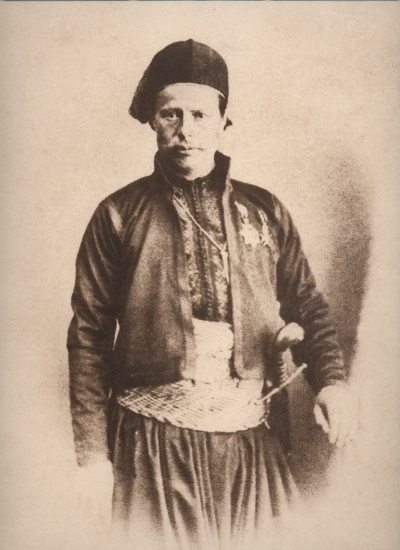
Youssef Bey Karam

El 18 de junio, las fuerzas drusas bajo el mando de Khattar Imad y reforzadas por campesinos chiitas y la caballería Sunni Sardiyah beduina de Hauran (3000 hombres en total) comenzaron su asalto a Zahle, algunos de cuyos defensores estaban en pugna entre sí en el momento del ataque. El asalto druso estaba bien planeado según los relatos de la batalla, y algunas de sus fuerzas atacaron los bien defendidos lados oriental, meridional y occidental de Zahle, mientras que el contingente de Imad lanzó un ataque sorpresa contra la ciudad desde el norte. Los Zahalni no habían concentrado sus fortificaciones en el norte de Zahle porque esperaban que ese lado de la ciudad estuviera a salvo debido a la fuerte presencia cristiana allí. Además, todavía esperaban que los hombres de Karam llegaran desde el lado norte (aún no habían sido notificados de la detención de sus tropas en Bikfaya). Imad disfrazó a su contingente de cristianos adornándolos con cruces y banderas cristianas tomadas de combatientes cristianos muertos en batallas anteriores. Así, cuando Imad y sus hombres se acercaron a Zahle desde el norte, sus defensores los acogieron con entusiasmo, creyendo que eran hombres de Karam.
Cuando las fuerzas drusas de Imad entraron en Zahle, procedieron a quemar sus barrios del norte. Cuando las fuerzas drusas comandadas por Isma'il al-Atrash vieron las llamas que emanaban del norte de Zahle, asaltaron la ciudad. En pocas horas, Zahle estaba bajo control druso. Los residentes de Zahle entraron en pánico y huyeron de la ciudad hacia Metn, Keserwan y al-Sahil. El 19 de junio, la ciudad se vació de sus habitantes. Los cristianos sufrieron entre 40 y 900 bajas, mientras que los drusos y sus aliados sufrieron entre 100 y 1.500 bajas. Los drusos acordaron de antemano no saquear Zahle, pero los beduinos de la tribu Sardiyah saquearon la ciudad, llevándose dinero, caballos y joyas.
El resultado en Zahle tuvo una enorme importancia para ambos lados de la guerra. Para los cristianos, la caída de la ciudad cristiana más fuerte significó la pérdida de su principal base de apoyo, ya que los Zahalni apoyaron a otros cristianos en muchas batallas anteriores durante el conflicto. Muchos cristianos en el Monte Líbano creían que Zahle era inconquistable. Según el cónsul británico, la derrota cristiana en Zahle hizo que muchos cristianos quisieran huir por consiguiente Siria Otomana. La victoria drusa en Zahle supuso un importante estímulo moral para sus fuerzas, ya que la caída de Zahle simbolizó efectivamente su victoria total sobre los cristianos del Monte Líbano, que entonces controlaban indiscutiblemente. También fue motivo de celebración entre los musulmanes de todas las sectas de la Siria otomana porque muchos musulmanes consideraban que sus habitantes eran arrogantes y, según se informa, "sufrían a causa del pueblo de Zahle y se enteraban de sus actos astutos", según el notable damasceno Sayyid Muhammad Abu'l Su'ud al-Hasibi, que condenó lo que consideraba excesos drusos y musulmanes durante el conflicto. Los musulmanes de Damasco celebraron celebraciones en la ciudad después de la caída de Zahle.
Tras la caída de Zahle, grupos de musulmanes suníes y chiitas de Baalbek aprovecharon la oportunidad para ajustar cuentas con los cristianos locales y saquear la ciudad y sus alrededores. Hasta 34 aldeas cristianas del valle de la Beqaa fueron saqueadas e incendiadas, y muchas casas e iglesias fueron destruidas, y las cosechas y el ganado fueron confiscados. El clan Shia Harfush lideró el asedio y ataque a Baalbek, atacando la guarnición otomana comandada por Husni Bey y el cuartel general del gobernador del distrito, Faris Agha Qadro, matando a varios de sus empleados. Los irregulares kurdos dirigidos por Hassan Agha Yazigi que fueron enviados por el gobernador otomano de Damasco no intentaron aliviar el asedio. Baalbek fue destruido en gran parte y los irregulares de Yazigi participarían más tarde en el saqueo de la ciudad.

## La masacre de Deir al-Qamar

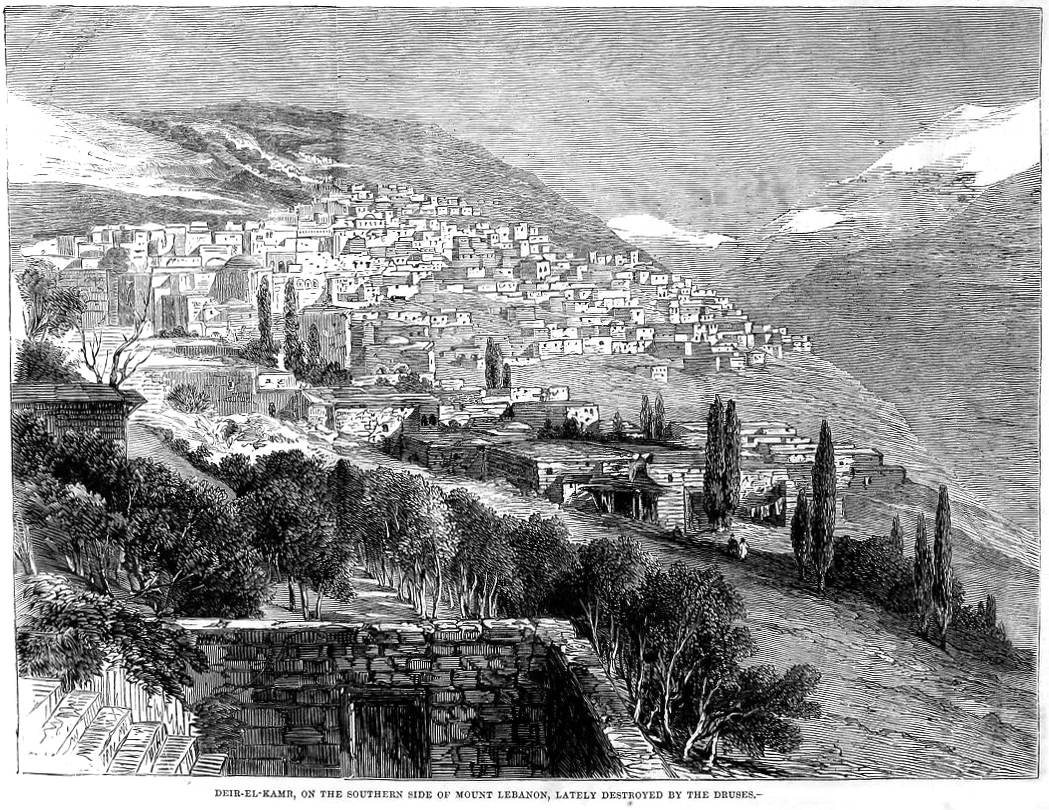
Boceto de Deir al-Qamar de un periódico inglés publicado en julio de 1860

Deir al-Qamar ya había sido capturado por las fuerzas drusas y sus residentes habían pedido constantemente protección a sus amigos entre los drusos locales y a las autoridades otomanas. Sin embargo, tras su victoria decisiva en Zahle, los drusos reanudaron su asalto contra Deir al-Qamar el 20 de junio. En las semanas anteriores, algunos de los residentes más ricos de la ciudad se las arreglaron para irse a Beirut o se ganaron la protección de Sa'id Jumblatt en Moukhtara. Sin embargo, miles de cristianos permanecieron en Deir al-Qamar y los milicianos drusos impidieron que muchos se fueran. A medida que los combatientes drusos se acercaban a la ciudad, vigilando ostensiblemente las casas y las tiendas, procedieron a saquear muchos edificios que habían sido abandonados por sus patrones. Los residentes cristianos no opusieron resistencia armada contra los combatientes drusos, y en algún momento antes del 20 de junio los cristianos habían sido desarmados por consejo del gobernador del distrito Mustafa Shukri Effendi o de un general otomano de la guarnición de Beirut llamado Tahir Pasha. El consejo de los otomanos a los cristianos en relación con el desarme fue que ayudaría a no provocar a los drusos.
En la noche del 19 de junio, un residente cristiano y un sacerdote fueron asesinados frente a la casa de gobierno en Deir al-Qamar, donde miles de residentes habían comenzado a refugiarse. Otros cientos se refugiaron en los cuarteles otomanos abandonados en Beit ed-Dine o en la residencia del gobernador del distrito. Mientras tanto, los combatientes drusos de Moukhtara, Baakline, Ain al-Tineh, el distrito de Arqub, el distrito de Manasif, Boutmeh, Jdaideh, Shahahir y Ammatour llegaban a Deir al-Qamar desde varias direcciones. Al menos parte de estas fuerzas estaban comandadas por el jeque Qasim Imad. Los aproximadamente 4000 soldados otomanos estacionados en Deir al-Qamar no detuvieron a los drusos que llegaban. En la mañana del 20 de junio, los drusos asaltaron la casa de gobierno y procedieron a matar a los hombres que se refugiaban en ella, todos ellos desarmados. Los cónsules europeos que presenciaron los asesinatos o sus secuelas informaron de que muchas mujeres también fueron agredidas de una manera sin precedentes. Después, los drusos saquearon Deir al-Qamar, que era bien conocida por ser rica. A diferencia de Zahle, los drusos saquearon grandes cantidades de caballos, ganado, joyas y otros bienes. Grandes partes de la ciudad fueron incendiadas. Otros cristianos fueron asesinados en todo Deir al-Qamar.
El saqueo en Deir al-Qamar terminó el 23 de junio, después de la intervención de Sa'id Jumblatt, Bashir Nakad, jeques del clan Hamada y un coronel otomano. Al final de los combates, gran parte de Deir al-Qamar, que era la ciudad más próspera del distrito predominantemente druso de Chouf, estaba en ruinas, y los cadáveres, algunos mutilados, quedaron en las calles, mercados, casas y edificios del gobierno otomano e instalaciones militares de la ciudad. Entre 1200 y 2200 cristianos habían muerto en el ataque y muchos más habían huido. Para octubre de 1860, la población de Deir al-Qamar, que había sido de unos 10 000 habitantes antes del conflicto, se había reducido a 400. Según Fawaz, el alto el fuego negociado entre los jeques drusos y las autoridades marcó el "final de la fase más violenta de la guerra civil" en el Monte Líbano.

## Expansión del conflicto
La guerra en el Monte Líbano y el Valle de la Beqaa causó tensión intercomunal en toda la Siria otomana.

### Beirut
El 23 de junio, un musulmán suní fue asesinado durante una disputa con un refugiado cristiano en Beirut. La muerte del hombre hizo que sus enojados parientes exigieran a las autoridades otomanas que el perpetrador fuera ejecutado. Las autoridades arrestaron a un sospechoso y lo juzgaron inmediatamente, pero para entonces se estaban formando multitudes por toda la ciudad, cuya población se había duplicado debido a la afluencia de refugiados cristianos. El pánico se apoderó de los cristianos de Beirut, y muchos fueron agredidos o amenazados, incluyendo a los europeos. El gobernador interino de Beirut, Isma'il Pasha, desplegó tropas por toda la ciudad para prevenir la violencia, pero finalmente decidió que la única manera de dispersar las turbas era ejecutando al sospechoso cristiano, quien consistentemente declaró su inocencia. Aunque sólo el gobernador actual, Khurshid Pasha (que estaba en Deir al-Qamar), podía sancionar una ejecución y los cónsules europeos se negaron a dar su bendición, Isma'il Pasha hizo ejecutar al sospechoso dentro de las doce horas de la matanza del hombre musulmán para evitar más violencia. La multitud enfurecida se dispersó y la calma se restableció en Beirut.

### Otras ciudades costeras: de Trípoli a Jaffa
Las tensiones también aumentaron en otras ciudades costeras como Trípoli, Sidón, Acre, Israel, Haifa y Jaffa, pero su proximidad a los buques de guerra europeos en el Mediterráneo ayudó a mantener la calma. Sin embargo, Tiro y Sidón estaban al borde de la guerra civil debido a la violencia que se desató entre los residentes suníes y chiitas y los refugiados cristianos que huían de la guerra. Cientos de cristianos optaron por abandonar Siria por completo, abordando barcos con destino a Malta o Alejandría.

### Galilea
En la Galilea, la paz fue mantenida por los caciques locales beduinos, como Aqil Agha, que aseguraron a los cristianos de Nazaret y Acre su protección. Sin embargo, en la aldea de Kafr Bir'im cerca de Safad, tres cristianos fueron asesinados por drusos y musulmanes chiitas, mientras que la aldea mixta de al-Bassa también fue saqueada.

### Regiones de Jerusalén y Nablus
Un violento incidente ocurrió entre un hombre musulmán y un hombre cristiano en Belén, que terminó con este último siendo golpeado y encarcelado. Las autoridades reforzaron la seguridad y mantuvieron la calma en Jerusalén y Nablus.
El saqueo en Deir al-Qamar terminó el 23 de junio, después de la intervención de Sa'id Jumblatt, Bashir Nakad, jeques del clan Hamada y un coronel otomano. Al final de los combates, gran parte de Deir al-Qamar, que era la ciudad más próspera del distrito predominantemente druso de Chouf, estaba en ruinas, y los cadáveres, algunos mutilados, quedaron en las calles, mercados, casas y edificios del gobierno otomano e instalaciones militares de la ciudad. Entre 1200 y 2200 cristianos habían muerto en el ataque y muchos más habían huido. Para octubre de 1860, la población de Deir al-Qamar, que había sido de unos 10 000 habitantes antes del conflicto, se había reducido a 400. Según Fawaz, el alto el fuego negociado entre los jeques drusos y las autoridades marcó el "final de la fase más violenta de la guerra civil" en el Monte Líbano.

### Homs, Hama, Latakia y Alepp
Las autoridades también mantuvieron la calma en Homs, Hama, Latakia y Alepo mediante la introducción de medidas de seguridad adicionales. En esta última ciudad, el gobernador otomano Umar Pasha parecía dispuesto a mantener el orden, pero su guarnición era demasiado pequeña para garantizar la seguridad en la ciudad. En su lugar, muchos cristianos juntaron dinero para pagar la protección de los musulmanes locales, que formaron una fuerza policial ad hoc.

### Masacre de cristianos en Damasco

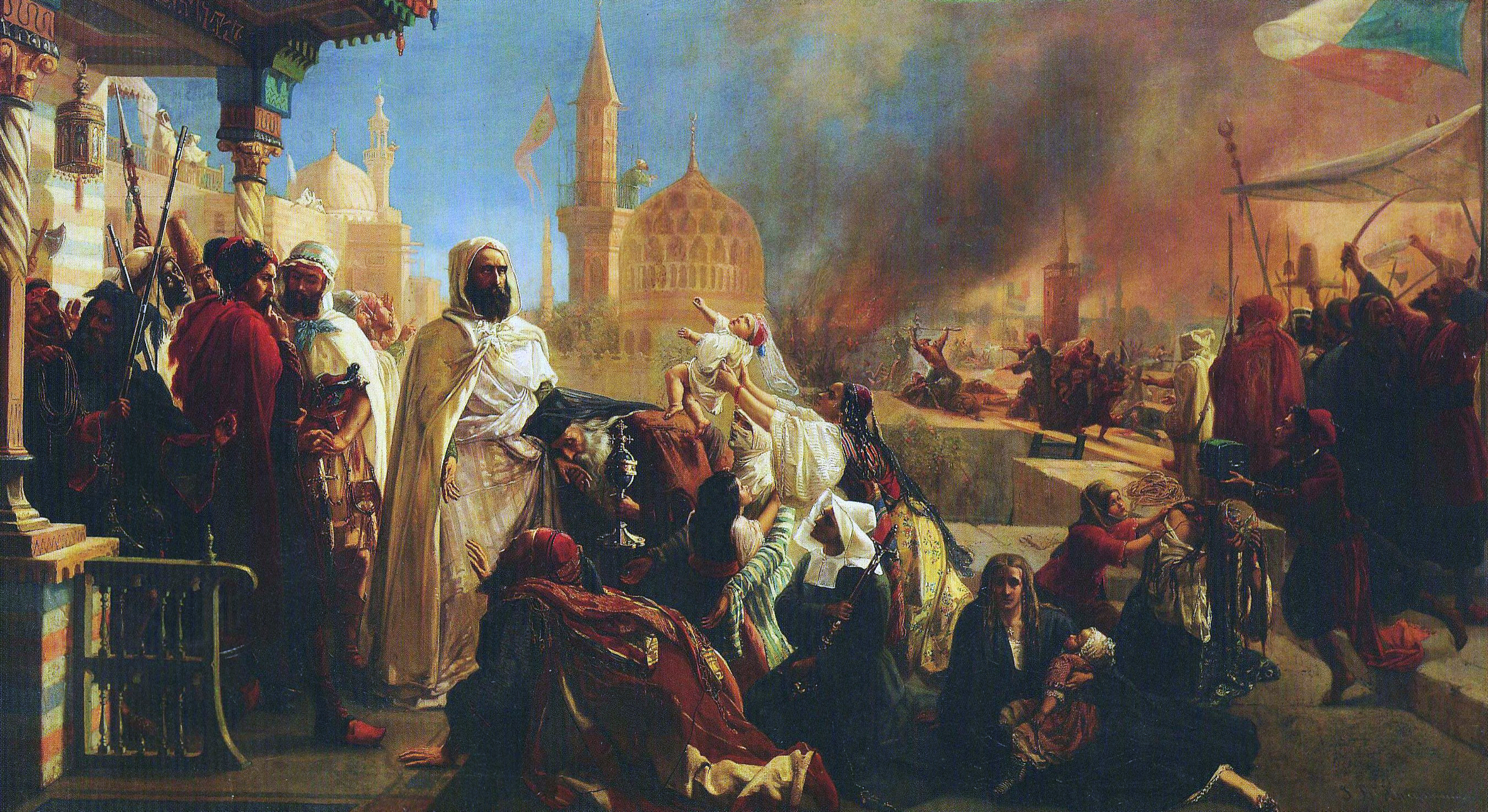
Abdelkader El Djezairi salvando a cristianos durante la lucha druso-cristiana de 1860, por Jan-Baptist Huysmans.

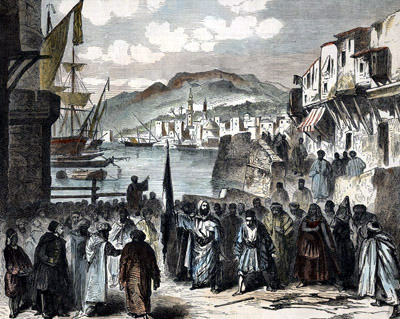
Reunión pública en Beirut durante los eventos de 1860

En julio de 1860, la lucha se extendió a Damasco. Con la connivencia de las autoridades militares y los soldados turcos, los grupos paramilitares musulmanes drusos y suníes organizaron pogromos que duraron tres días (9-11 de julio). El vicecónsul americano y el cónsul holandés pudieron escapar por poco de las turbas. Iglesias y escuelas misioneras fueron incendiadas. Muchos cristianos se salvaron gracias a la intervención del exiliado argelino musulmán Emir Abdelkader y sus soldados, que los pusieron a salvo en la residencia de Abdelkader y en la Ciudadela de Damasco. El barrio cristiano de la ciudad vieja (habitado en su mayoría por católicos), incluyendo varias iglesias, fue quemado. Sin embargo, los habitantes cristianos del barrio Midan, notoriamente pobre y refractario fuera de las murallas (en su mayoría ortodoxos), fueron protegidos por sus vecinos musulmanes.
La mayoría de las fuentes sitúan la cifra de muertos entre 7000 y 11 000, con algunos que afirman más de 20 000 o 25,000. Una carta en el Daily News inglés de julio de 1860 afirma que entre 7000 y 8000 habían sido asesinados; 5000 viudos y 16 000 huérfanos. James Lewis Farley, en una carta, habla de 326 pueblos, 560 iglesias, 28 colegios, 42 conventos, y otros 9 establecimientos religiosos, habiendo sido totalmente destruidos. Charles Henry Churchill cifra las cifras en 11 000 asesinados, 100 000 refugiados, 20 000 viudas y huérfanos, 3000 viviendas quemadas, y 4000 pereciendo en la indigencia. Otras estimaciones afirman que 380 aldeas cristianas fueron destruidas.

## Intervención internacional

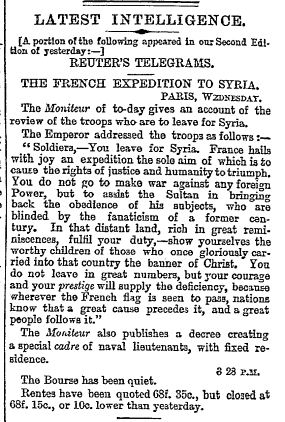
El informe del Times de la expedición francesa, 9 de agosto de 1860, que describe cómo la expedición fue catalogada como humanitaria

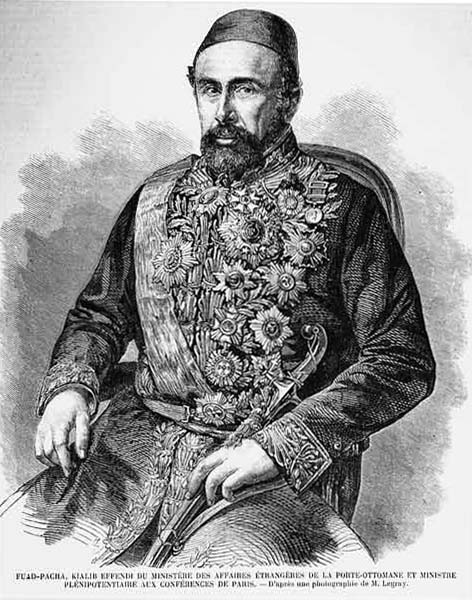
Fuad Pasha

Los sangrientos eventos llevaron a Francia a intervenir y detener la masacre después de que las tropas otomanas habían estado ayudando a las fuerzas locales drusas y musulmanas ya sea con apoyo directo o desarmando a las fuerzas cristianas. Francia, liderada por Napoleón III, recordó su antiguo papel como protectora de los cristianos en el Imperio Otomano que se estableció en un tratado en 1523. Después de las masacres y una protesta internacional, el Imperio Otomano acordó el 3 de agosto de 1860 el envío de hasta 12 000 soldados europeos para restablecer el orden. Este acuerdo se formalizó en un convenio el 5 de septiembre de 1860 con Austria, Gran Bretaña, Francia, Prusia y Rusia. Francia debía suministrar la mitad de ese número, y otros países debían enviar fuerzas suplementarias según fuera necesario.

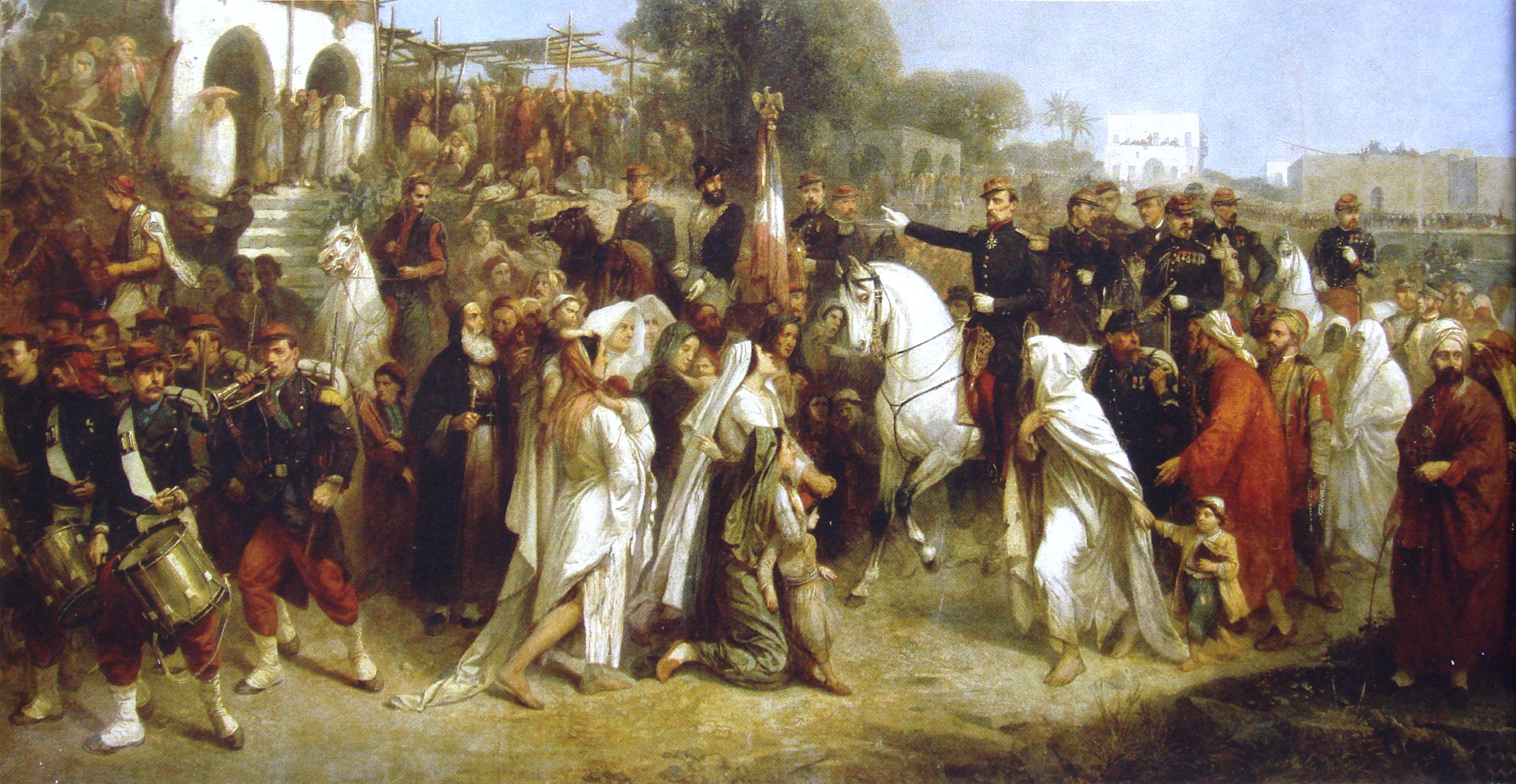
Cuerpo expedicionario francés dirigido por el general Beaufort d'Hautpoul, desembarcando en Beirut el 16 de agosto de 1860.

El General Beaufort d'Hautpoul fue puesto a cargo de la fuerza expedicionaria. D'Hautpoul tenía experiencia y conocimiento de los asuntos de Oriente Medio, ya que había servido durante la década de 1830 como jefe de personal para Ibrahim Pasha en la Campañas egipcias en el sur de Siria. El cuerpo expedicionario francés de 6000 soldados, principalmente de Châlons-sur-Marne, desembarcó en Beirut el 16 de agosto de 1860.
D'Hautpoul tenía instrucciones de colaborar con las autoridades otomanas en el restablecimiento del orden, y especialmente de mantener el contacto con el ministro otomano Fuad Pasha. Aunque los problemas ya habían sido sofocados por los otomanos, el cuerpo expedicionario francés permaneció en Siria desde agosto de 1860 hasta junio de 1861, más tiempo que el período inicialmente acordado de seis meses.
La prolongada presencia francesa en Siria fue pronto objetada por el gobierno británico, que argumentó que la pacificación debía dejarse en manos de las autoridades otomanas.
Una consecuencia importante de la expedición francesa fue el establecimiento de la autonomía del Mutasarrifato del Monte Líbano de la Siria otomana, con el nombramiento por el sultán de un armenio. Gobernador cristiano de Constantinopla, Daud Pasha, el 9 de junio de 1861.
La intervención francesa ha sido descrita como una de las primeras intervenciones humanitarias.